# Синагога (Фельштин)
Фельштинська синагога була створена, ймовірно, на межі XIX і XX ст. після утворення самостійної єврейської громади. Зараз це село Скелівка Старосамбірського району Львівської області. Під час Другої світової війни спустошена. Після війни, ймовірно, стала житловим будинком.